# Fratelli Sorgato
Fratelli Sorgato, kurz Sorgato, war das Unternehmen der Fotografenfamilie Sorgato. Seinen Hauptsitz hatte es in Bologna.

## Geschichte
Antonio Sorgato (1825–1885) gründete in Venedig das erste Atelier der Familie Sorgato. 1864 folgte ein Fotostudio in Bologna, das von Antonio Sorgatos Bruder Angelo (1830–1894) eingerichtet und betrieben wurde und den Namen Fratelli Sorgato erhielt. Beteiligt war hier zunächst wahrscheinlich der Bruder Gaetano Sorgato (1838–1915). 1872 folgte ein weiteres Studio in Modena. Es ist nicht ganz klar, wann welcher der Brüder welches Atelier betrieb.
Sorgato beteiligte sich 1869 an der Esposizione Agraria ed Industriale di Bologna.
1884 gab es in Bologna noch zwei Fotostudios der Sorgatos, eines in der via Farini 24 und eines in der via Indipendenza 23. Angelo Sorgatos Sohn Bruto tat sich 1889 mit Alfonso Belvederi zusammen, mit dem er das Stabilimento Fotografico Belvederi successore a Sorgato betrieb, das bis 1908 bestand.
Gegen Ende des 19. Jahrhunderts war das Fotoatelier im Palazzo Marzocchi angesiedelt. In der 1892 publizierten Guida illustrata di Bologna - Storica artistica industriale wurde das Unternehmen sehr gerühmt.

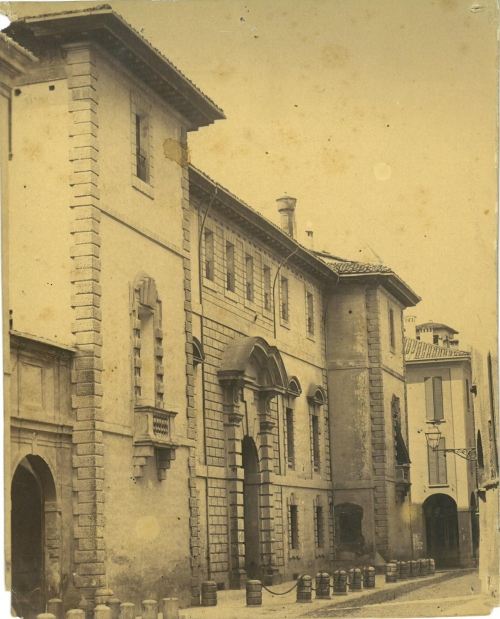
Der Palazzo Pepoli Campogrande in Bologna
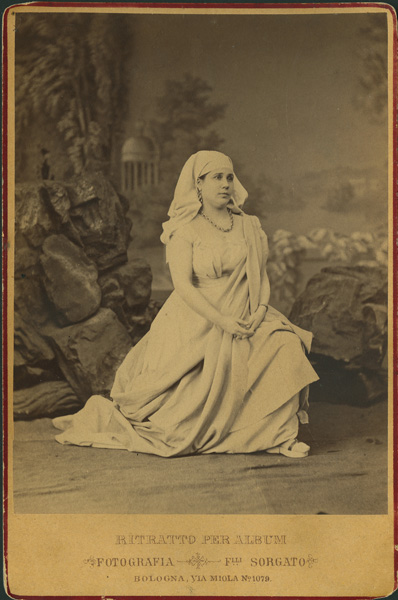
Amalia Ramírez in einer Rossini-Rolle
Porträt eines Mannes, abfotografiert von Eugène Cattin